# 635 Vundtia
635 Vundtia

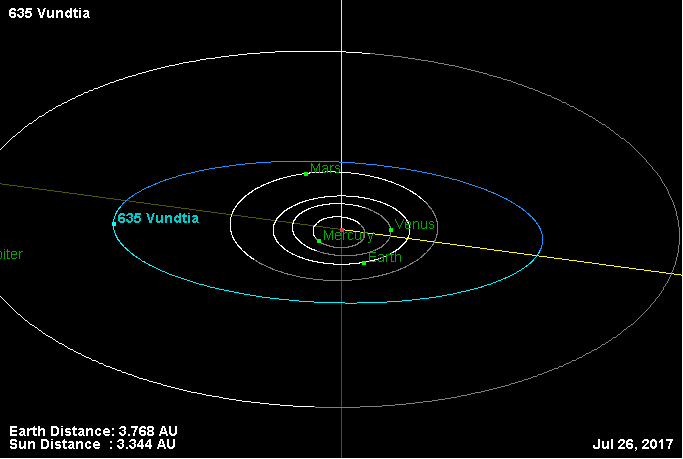
Quỹ đạo của 635 Vundtia

635 Vundtia là một tiểu hành tinh ở vành đai chính, thuộc nhóm tiểu hành tinh Laodica. Nó được K. Lohnert phát hiện ngày 9.6.1907 ở Heidelberg, và được đặt theo tên Wilhelm Wundt, nhà tâm lý học người Đức